# El teatro de Sabbath
El teatro de Sabbath es una novela de 1995 escrita por el autor estadounidense Philip Roth. Fue la ganadora del Premio Nacional del Libro de 1995 en la categoría de ficción.

## Resumen del argumento
Mickey Sabbath (supuestamente inspirado en el pintor Ronald Kitaj) es un ex titiritero desempleado e improductivo con una afinidad por las prostitutas, el adulterio y los encuentros sexuales casuales. Sabbath siente orgullo por su estatus como el típico «viejo sucio» y disfruta manipulando la gente a su alrededor, principalmente las mujeres. Cuando su amante de varios años, Drenka, muere de cáncer, el protagonista sufre una crisis que lo lleva a considerar el suicidio como el final de una vida que ve como un fracaso.

## Recepción
El crítico literario Harold Bloom ha declarado que El teatro de Sabbath es la «obra maestra» de Roth. El crítico James Wood en una entrevista con The Morning News dijo que es «gran fanático de El teatro de Sabbath, es un libro extraordinario». Otros críticos demostraron su disgusto con la novela, como Michiko Kakutani de The New York Times, quien dijo que era difícil de terminar, «desagradable e inverosímil».
La novela ganó el  Premio Nacional del Libro de 1995 en la categoría de ficción y estuvo entre las finalistas del Premio Pulitzer de Ficción de 1996.